# Vilxani
Vilxani o Olxani (en ucraïnès Вільшани i en rus Ольшаны) és una vila de la província de Khàrkiv, Ucraïna. El 2021 tenia 6.753 habitants.